# فهرست مواد غذایی تخمیرشده

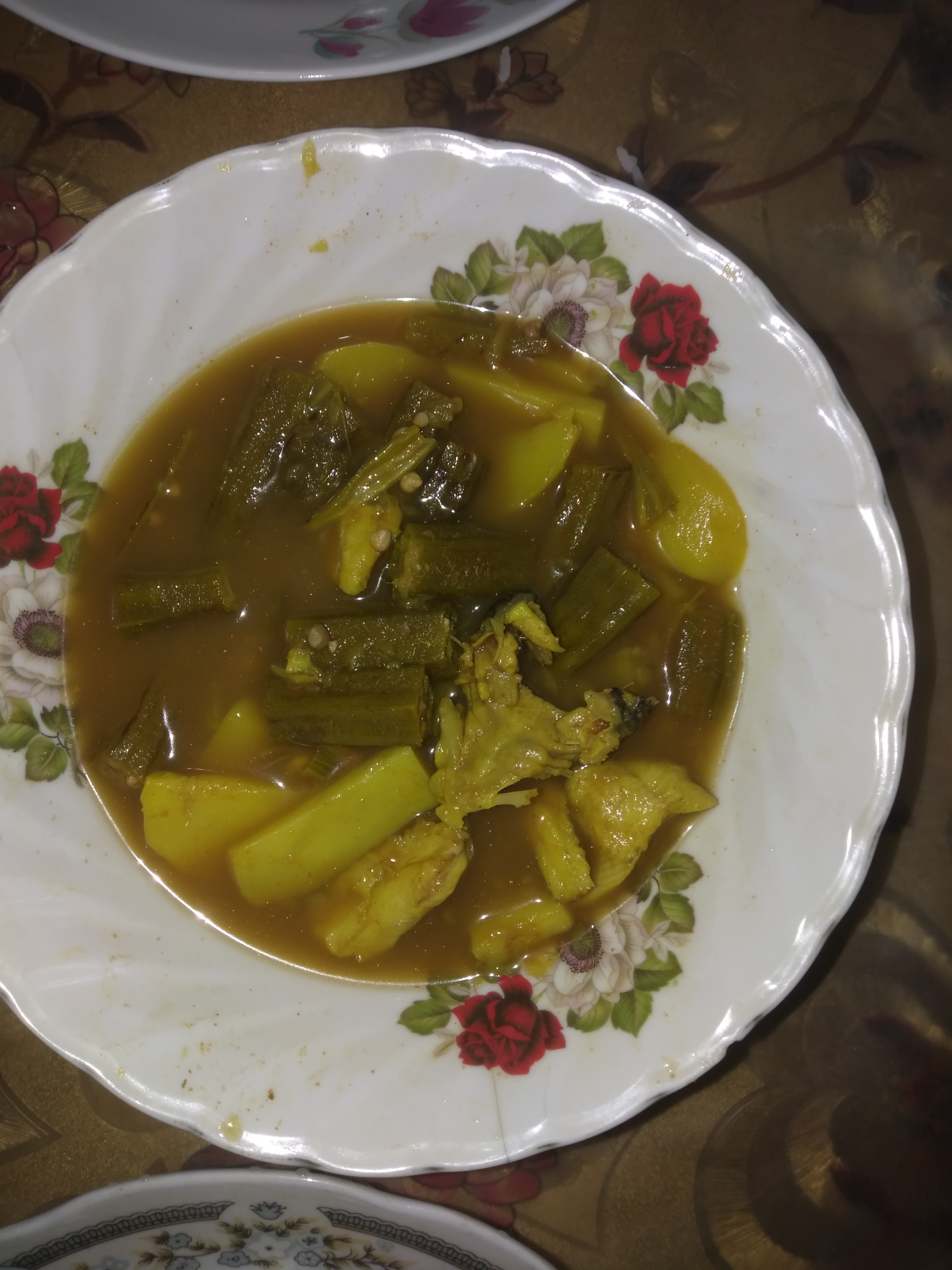
فهرست مواد غذایی تخمیرشده

فهرست مواد غذایی تخمیرشده گروهی از مواد غذایی حاصل فرایندهای تخمیری هستند. این غذاها توسط فعالیت میکروارگانیسم‌ها تولید می‌شوند یا امکان نگهداری بلندمدت پیدا می‌کنند. در این بحث، منظور از واژه تخمیر (fermentation) عمدتاً تبدیل قند به الکل با استفاده از مخمر است. در حالی که فرایندهای تخمیری دیگری نیز توسط باکتری‌هایی همچون لاکتوباسیلوس (مثلاً در تهیه ماست کلم ترش) و انجام می‌شود. به علم مطالعه فرایند تخمیر، تخمیرشناسی یا zymology گفته می‌شود.
بسیاری از غذاهای ترش یا ترشی‌ها طی فرایند تخمیر ترش می‌شوند. اما بسیاری از آن‌ها به سادگی با آب نمک، سرکه یا اسید دیگری مانند آب لیمو فرآوری می‌شوند.
در زیر به تعدادی از غذاهایی که طی فرایند تخمیر فرآوری می‌شوند، اشاره می‌کنیم. بسیاری از این غذاها نمونه بارز استفاده از دانش زیست فناوری سنتی در قرن‌های گذشته هستند.

## آماسی(Amasi)
شیر تخمیر شده‌است که طعم ماست ساده یا پنیر خامه‌ای می‌دهد. این غذا در آفریقای جنوبی محبوبیت زیادی دارد.

## آمازاک(Amazake)
خاستگاه این نوشیدنی ژاپن است و از تخمیر برنج بدست می‌آید.

## ایران (دوغ)
یک نوشیدنی خنک که ترکیبی از ماست، آب و نمک است. این نوشیدنی در ترکیه، ایران (که در آنجا دوغ نامیده می‌شود)، افغانستان، ارمنستان، آذربایجان، بالکان، قزاقستان، قرقیزستان، لبنان، سوریه و سراسر قفقاز یافت می‌شود.

## نان
نان از طریق افزودن مخمر به خمیر نان و طی فرایند تخمیر عمل می‌آید.

## Curtido
یک نوع از کلم رنده‌شده که کمی تخمیر شده‌است. این در غذاهای سالوادوران(Salvadoran cuisine) و دیگر کشورهای آمریکای مرکزی معمول است و معمولاً با کلم، پیاز، هویج و گاهی آبلیمو تهیه می‌شود.

## Filmjölk
محصولی از شیر تخمیر شده‌است که توسط تخمیر شیر گاو با انواع باکتری از گونه لاکتوکوکوس لاکتیس (Lactococcus lactis) و لکونوستوک مزنتروئیدس (Leuconostoc mesenteroides) ساخته شده‌است.
برای مشاهده غذاهای بیشتری که با فرایند تخمیر فرآوری می‌شوند، این صفحه را ببینید:
https://en.wikipedia.org/wiki/List_of_fermented_foods